# Ekolsund
Ekolsund is een plaats in de gemeente Enköping in het landschap Uppland en de provincie Uppsala län in Zweden. De plaats heeft 74 inwoners (2005) en een oppervlakte van 25 hectare.